# Yamcha
Yamcha (ヤムチャ?, Yamucha), soprannominato "La iena del deserto", è un personaggio del manga Dragon Ball di Akira Toriyama. Egli compare anche nelle varie opere derivate, tra cui le serie televisive anime Dragon Ball, Dragon Ball Z, Dragon Ball GT Dragon Ball Super, Super Dragon Ball Heroes (serie animata) i film, gli OAV e numerosi videogiochi.
Nel doppiaggio italiano dell'anime, il suo nome è stato adattato in Iamko. Nel primo doppiaggio italiano della prima serie eseguito da Play World Film viene invece chiamato Giamca.
Il suo nome deriva dal cinese yǐnchá, in giapponese yamucha (ヤムチャ?), che significa letteralmente "bere il tè", tradizione della cucina cantonese meglio nota col termine internazionale yum cha.

## Personaggio

### Aspetto

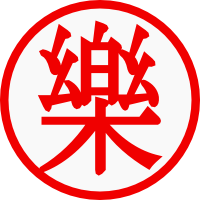
Simbolo sulla veste di Yamcha all'inizio della serie

Il design di Yamcha è basato su Mister Ho, altro personaggio ideato da Toriyama comparso nell'omonimo manga. È un uomo alto, affascinante, prestante fisicamente e slanciato, con, durante la sua prima apparizione, lunghi capelli neri lasciati sciolti e una divisa verde e arancione su cui è inciso il kanji 樂, pronunciato "raku", che significa letteralmente in italiano "facile". Nel corso della serie cambierà abbigliamento molte volte, passando dalla divisa già descritta prima a quella della scuola tartaruga con il kanji 亀, pronunciato "kame", che significa letteralmente in italiano "tartaruga". Le sue pettinature, cambiate molte volte nel corso della serie, sono state d'ispirazione per quelle di Son Gohan, il figlio primogenito di Goku. Altra caratteristica fisica di Yamcha è il gran numero di cicatrici che il personaggio possiede sulla faccia. Tali cicatrici compaiono, per la prima volta, al ritorno di Yamcha dall'allenamento a cui il personaggio si era sottoposto per il 23º torneo Tenkaichi.

### Personalità
Presentatoci all'inizio come un uomo arrogante e senza scrupoli il cui unico scopo è quello di depredare i visitatori del deserto in cui vive con il fedelissimo Pual, Yamcha diventa successivamente una persona buona e gentile, seppur talvolta infantile. Inizialmente Yamcha è terrorizzato da qualsiasi ragazza e per questo vuole chiedere al drago Shenron di togliergli la paura delle donne per potersi sposare. Dopo il suo fidanzamento con Bulma, però, tale aspetto del personaggio svanisce man mano nel corso della serie ed arriverà a ribaltarsi, tanto è vero che Trunks in un'occasione lo definirà come un vero e proprio dongiovanni, motivo per il quale Bulma lo lascerà e si metterà con Vegeta.
Nell'anime, inoltre, Yamcha è un popolarissimo giocatore di baseball della squadra Taitans. In questa disciplina sportiva, com'è ovvio, diventa presto una star grazie alle sue capacità super-umane; le partite tuttavia lo annoiano e, più volte, manifesta il desiderio di poter tornare a lottare, scatenando risse sul campo di gioco quando ne ha l'occasione. Questo elemento narrativo, presente solo nei filler della serie animata Dragon Ball Z, pare sia stato suggerito direttamente da Toriyama.
L'obiettivo di Yamcha, almeno inizialmente, è quello di migliorarsi sempre di più e di raggiungere l'amico Goku, motivo per il quale si sottoporrà ai duri allenamenti del Maestro Muten, di Dio e di Re Kaioh del Nord. Successivamente, però, Yamcha intuisce la sua inferiorità e decide, dalla sconfitta di Cell in poi, di non partecipare più direttamente ai combattimenti né tanto meno ai successivi Tornei Tenkaichi affermando di «non voler fare una figuraccia», avendo compreso la differenza che intercorre tra coloro che hanno sangue Saiyan e coloro che sono semplici umani.

## Biografia

### Dragon Ball
Yamcha appare per la prima volta quando, dopo aver avvistato Goku, Olong e Bulma nel Deserto del Diablo, si accinge a derubarli. Tuttavia viene ostacolato da Goku con il quale ingaggia un breve scontro, dove dà del filo da torcere al bambino, soprattutto grazie al suo colpo speciale. Tuttavia, poco prima di sconfiggere Goku indebolito a causa della fame, si ritira a causa di Bulma, la cui presenza lo rende particolarmente nervoso e non gli permette di concentrarsi. Decide così di ritirarsi dallo scontro, per poi ripresentarsi affrontando nuovamente Goku, il quale, però, questa volta riesce a sconfiggere facilmente Yamcha costringendolo alla fuga. Anche se Yamcha si ritira, in realtà, segue il gruppo di nascosto, col suo gatto Pual, per impossessarsi delle sfere del drago da loro raccolte in modo da chiedere al drago Shenron di torgliergli la paura delle donne. Tuttavia da antagonista, con il proseguimento degli eventi, diventa un alleato per il gruppo al punto tale che, dopo essersi unito a loro durante la battaglia nel castello di Pilaf. Goku si trasforma in uno Scimmione e distrugge il castello, ma in preda a una furia distruttiva, Yamcha sarà costretto a fermarlo prendendolo per la coda, essendo il suo punto debole, e infatti Yamcha riesce a indebolire Goku permettendo a Pual di tagliargli la coda facendolo tornare normale. Yamcha si fidanza ufficialmente con Bulma, con la quale farà coppia fissa fino all'arco di Cell.
Nel corso del 21º Torneo Tenkaichi, Yamcha riesce a superare le eliminatorie con grande facilità, ma viene tuttavia sconfitto ai quarti di finale da Jackie Chun (il Maestro Muten sotto mentite spoglie) dopo un breve scontro. In seguito, Yamcha è uno dei combattenti che aiutano Goku contro i guerrieri della Vecchia Sibilla e affronta Suke, l'uomo invisibile. Dopo un lungo scontro, Yamcha riesce ad avere la meglio sul nemico, dopo che il suo potere viene neutralizzato grazie ad una trovata di Crilin: questi mostra il seno di Bulma a Muten, causando a quest'ultimo una fortissima epistassi che inonda Suke di sangue, rendendolo finalmente visibile. Nel successivo scontro Yamcha affronta Mirra, finendo tuttavia battuto con facilità.
Dopo tre anni Yamcha, che si è allenato con il maestro Muten, partecipa al 22º Torneo Tenkaichi e, superate le eliminatorie, Yamcha affronterà Tenshinhan, il quale aveva chiesto al suo amico Jiaozi di usare i suoi poteri per far sì che lui e Yamcha combattessere l'uno contro l'altro. Durante il loro duello, benché Yamcha dia prova di essere molto migliorato, non riuscirà ad avere la meglio contro il suo avversario, infatti Yamcha userà contro di lui la Kamehameha ma si rivelerà inutile e infine riporterà una pesante sconfitta da parte di Tenshinhan, tanto da infortunarsi gravemente ad una gamba. Non partecipa agli scontri con il Grande Mago Piccolo e seguaci in quanto infortunato a causa dello scontro con Tenshinhan, eccetto nell'anime contro Tamburello, il cui scontro viene interrotto a causa del ritiro del demone, per vendicare Cembalo morto in quel momento. Dopo altri tre anni, si allena poi duramente per partecipare al 23º Torneo Tenkaichi dove riesce come sempre a superare le eliminatorie per affrontare Divo nei quarti di finale (Dio sotto mentite spoglie), venendo ancora una volta sconfitto con poco sforzo, nonostante sfoggi un nuovo repertorio di tecniche, quale la Sokidan.
Cinque anni dopo Yamcha scopre da Crilin e Bulma che Goku è morto combattendo Radish, un Saiyan nonché fratello di Goku, e che altri due Saiyan arriveranno entro un anno sulla Terra per sterminare gli umani, Yamcha si allena al palazzo di Dio insieme a Crilin, Tenshinhan, Jiaozi e Yajirobei. Dopo l'allenamento e l'arrivo dei due alieni, Yamcha sarà il primo tra i suoi compagni a perire in combattimento, ucciso da un Saibaiman.
Dopo la morte, verrà allenato da Re Kaioh del Nord insieme a Tenshinhan, Jiaozi e Piccolo e, dopo la sconfitta di Freezer per mano di Goku, verrà resuscitato dalle sfere del drago Polunga. Mentre nel manga comparirà in poche occasioni, nell'anime, precisamente durante lo scontro tra Goku e Freezer, Yamcha mostrerà i frutti del suo allenamento combattendo contro Rikoom della Squadra Ginew, che sconfiggerà dopo un lungo scontro.
Nell'arco filler di Garlic Jr. non partecipa al combattimento contro il demone, poiché la sua mente è controllata dalla polvere magica lanciata da Garlic, che lo trasforma in un servitore devoto di quest'ultimo, allo stesso modo di molti altri personaggi. In questo stato si batterà contro Piccolo, combattendoci quasi alla pari.
Un anno dopo la distruzione di Namecc e subito dopo la sconfitta di Freezer (sopravvissuto all'esplosione di Namecc) e di suo padre Cold per mano di un ragazzo venuto dal futuro (il quale si scoprirà essere Trunks, figlio di Vegeta e di Bulma), Yamcha scopre da quest'ultimo che di lì a tre anni sarebbe morto, insieme a tutti gli altri membri del gruppo, a causa di due cyborg, creature costruite dal Dr. Gelo, ultimo superstite del Red Ribbon intento a vendicarsi di Goku. Così Yamcha decide di allenarsi duramente per affrontare la minaccia. Verrà però sconfitto immediatamente da Numero 19 e Numero 20 e rimarrà talmente impressionato dalla forza dei suoi avversari che, anche se curato immediatamente grazie ai Senzu, si rifiuterà di tornare a combattere. Nonostante questo parteciperà anche al Cell Game, seppure solo come spettatore, ammettendo la superiorità schiacciante dei combattenti partecipanti, venendo in aiuto di Gohan insieme ai suoi amici nel tentativo di sconfiggere Cell. Durante il torneo combatterà contro i Cell Jr. evocati da Cell, non riuscendo però a tenere loro testa. Nell'anime, quando Gohan scaglierà il suo attacco finale, Yamcha cercherà di indebolire Cell attaccandolo alle spalle insieme a Piccolo, Tenshinhan e Crilin, ma la forza del nemico è troppo alta, e finirà sbalzato via dall'aura di Cell, insieme ai compagni. Infine, assiste alla vittoria di Gohan contro il potentissimo cyborg.
Nell'arco di Majin Bu, sette anni dopo, il suo ruolo sarà ancora più marginale: infatti si limita ad assistere al torneo Tenkaichi per poi venir divorato da Majin Bu, insieme a tutti coloro che si erano rifugiati nel Santuario di Dio, salvo poi resuscitare con le sfere del drago insieme a tutte le vittime e donare la sua energia, così come gli altri terrestri, alla Genkidama con la quale Son Goku uccide il demone rosa.

### Dragon Ball Super
In Dragon Ball Super Yamcha è un personaggio ricorrente e il suo ruolo è molto marginale nel corso della serie: è presente alla festa di compleanno di Bulma durante la quale assiste al combattimento tra Beerus e Goku, e assiste al torneo tra il Sesto e il Settimo Universo. In un episodio filler dopo la saga di Zamasu, partecipa ad una partita amichevole di baseball tra il Sesto e il Settimo Universo, rivelando di essere diventato un campione di tale sport anche grazie ad un lancio speciale che combina le sue tecniche caratteristiche: Rooga Fufu Ken e Sokidan.
In occasione del Torneo del Potere non viene preso nemmeno in considerazione per prendere parte alla squadra del Settimo Universo, sebbene, venuto a conoscenza del torneo, spera di essere contattato. Nel manga, Bulma sta per proporlo a Beerus e Vegeta, ma viene interrotta dalla telefonata di Satan che la avvisa del letargo di Bu. Infine, al momento di partire per la competizione, alcuni dei guerrieri pensano che sia Yamcha il membro mancante e che non partecipi per codardia, spingendo Tenshinhan a proporre Jiaozi al suo posto, non sapendo che in realtà il decimo componente della squadra sarà Freezer, che appare con Goku subito dopo.
Nel manga, durante la saga del Prigioniero Galattico, viene reclutato dalla Pattuglia Galattica assieme agli altri guerrieri in occasione dell'arrivo di Molo e della sua Legione sulla Terra. Si trova quindi, come gli altri, a dover impedire i saccheggi sul pianeta a capo di un reparto della Pattuglia, sconfiggendo i criminali e permettendone l'arresto. In questa occasione sembra essersi allenato molto, e i nemici che incontra sembrano essere sorpresi in quanto lo ritenevano incapace. Successivamente affronta Zauyogi, consigliere della banda di Saganbo (e probabilmente potenziato dai poteri di Molo), trovandosi in estrema difficoltà, situazione che non cambia nemmeno con l'arrivo di Tenshinhan e Jiaozi che lo supportano fino all'arrivo di Goku, che sconfigge l'alieno in un colpo solo. Appare infine al combattimento finale assieme agli altri guerrieri, donando a Goku tramite Vegeta la sua energia per permettergli di sferrare contro Molo il colpo finale con cui lo distrugge.

### Dragon Ball GT
Yamcha farà brevi e sporadiche comparse in Dragon Ball GT, non avendo però mai un ruolo parlato. Fa le sue comparse prima quando i terrestri sono appena atterrati sul nuovo Plant, poi quando si riunisce con i suoi compagni alla Capsule Corporation per festeggiare la sconfitta di Baby.
Yamcha farà la sua ultima comparsa dove scorge Goku e Shenron volare fra le nuvole mentre aggiusta una sua macchina, nel deserto, insieme a Pual.

## Poteri e abilità
Yamcha è un grande atleta di arti marziali e prima dell'apparizione di Ub, è uno dei più potenti guerrieri terrestri insieme a Crilin, Tenshinhan e Jiaozi. Oltre ad essere un formidabile combattente fin dalla sua prima apparizione (riesce a scagliare Goku con tale potenza che quest'ultimo abbatte numerose colonne di roccia), Yamcha dimostra una approfondita conoscenza di molti famosi combattenti, e delle leggende tramandate nel mondo di Dragon Ball: conosce infatti il Maestro Muten e la Kamehameha, Son Gohan e il bastone Nyoi, lo Stregone del Toro e Re Chapa pur non avendoli mai né incontrati né visti di persona).
Tra tutti i personaggi principali della serie il suo stile di lotta è quello che più di ogni altro si avvicina alle arti marziali ortodosse, il suo Rooga Fufu Ken (Zanna di lupo nell'edizione italiana e Wolfkang in quella storica di Junior TV), difatti, è costituito da una serie di colpi sia a pugno chiuso che a mano aperta misti a calci rotanti e spazzate. Lo Shin Rogafufuken è la versione più forte e veloce del normale Rogafufuken che Yamcha utilizza solo una volta, nel corso della sua sfida con Tenshinhan al 22º Torneo Tenkaichi.
Oltre a questa tecnica, Yamcha è in grado di utilizzare la Kamehameha e una tecnica di sua invenzione: la Sokidan. Nonostante il Sokidan sia la tecnica più caratteristica e in un certo senso più potente di Yamcha nel manga viene utilizzata solo una volta, probabilmente a causa del ruolo sempre più marginale del personaggio. Nell'anime, in molti episodi e scene filler, e in diversi film di Dragon Ball viene invece utilizzata. In una puntata dell'anime, Yamcha riesce a creare un Sokidan molto più grande, denominato Chou Soukidan.
Oltre a ciò, Yamcha riesce a percepire il ki e a levitare con esso, oltre che ad aumentare e diminuire la propria aura a comando, come molti altri personaggi della serie e dimostra inoltre di possedere un prodigioso fattore di guarigione, infatti riesce a riprendersi completamente da una frattura scomposta della tibia (inflittagli da Tenshinhan durante il 22º Torneo Tenkaichi) in meno di due giorni.. Nel periodo in cui era un bandito, faceva anche uso di armi bianche come le spade, e di armi da fuoco di grosso calibro come lanciamissili.
Nel videogioco Dragon Ball Z: Budokai 2 può utilizzare la tecnica della fusione con Tenshinhan e, dalla loro fusione, nasce Tiencha.

### Livelli di combattimento
- 21º Torneo Tenkaichi: 78
- 22º Torneo Tenkaichi: 128
- 23º Torneo Tenakichi: 167
- Battaglia contro Radish: 177[37]
- Battaglia contro Vegeta e Nappa: 1.480

## Yamcha nella mitologia cinese
Poiché i protagonisti apparsi nella prima parte di Dragon Ball sono ispirati a quelli de Il viaggio in Occidente, Yamcha sembrerebbe ispirato a quello di Sha Wujing. Come Yamcha, anche Sha Wujin è un predone del deserto che alla fine si unisce agli eroi principali.

## Adattamenti
Nel film Dragon Ball - Il film, Yamcha è interpretato da Kim Chu Che ed è molto simile alla controparte cartacea. È un bandito che tenta di derubare i protagonisti della storia. Dimostra di avere un gran terrore verso le donne, specie quando viene baciato da Bulma. È accompagnato da un pappagallo bianco di nome Biancaneve (basato sul personaggio di Pual). È il possessore di una delle sfere di drago, e vuole chiedere al magico dragone il coraggio necessario a vincere la sua fobia verso le donne. Nel film Dragon Ball, Yamcha è interpretato da Lee Gye-Young. Anche questa versione è molto simile a quella del manga.
Joon Park ha interpretato Yamcha nel film Dragonball Evolution. James Kyson Lee è stato il primo attore a presentarsi alle audizioni per interpretare Yamcha, ma è stato tenuto in attesa sino alla conferma di Joon Park per la parte. In quest'ultimo adattamento il personaggio è stato modificato ampiamente: non è un guerriero, ma è biondo, porta barba e capigliatura liscia invece che mossa e non ha imbarazzo per le donne. Inoltre non usa una scimitarra per combattere, come nelle sue prime apparizioni, ma una pistola. Non a caso quest'ultimo film è stato criticato in maniera contrastante dai fan del manga e dai critici cinematografici.

## Doppiaggio
Nella versione originale giapponese, Yamcha è doppiato in tutti i media da Tōru Furuya, tranne nel film live action Dragonball Evolution, dove è doppiato da Hisao Egawa. da Dragon Ball Daima viene  rimpiazzato da Ryōta Suzuki a causa di motivi controversi.
In Italia Yamcha è stato doppiato da Diego Sabre nelle serie principali e nel ridoppiaggio dei film distribuiti dal 1986 al 1996. È stato doppiato anche da Massimo Corizza nella prima edizione italiana della prima serie, da Vittorio Guerrieri nel doppiaggio Dynamic Italia dei film e da Lorenzo Venturini nei film Dragon Ball Z - La battaglia degli dei e Dragon Ball Z - La resurrezione di 'F'. Nei film live action è stato doppiato da George Castiglia in Dragon Ball - Il film e da Christian Iansante in Dragonball Evolution.

## Pual
Yamcha è spesso accompagnato dal suo amico Pual (プーアル?, Pūaru), il cui nome viene adattato in Puar nella traduzione italiana dell'anime realizzata da Mediaset; esso è un animale intelligente simile ad un gatto blu, con la pancia, la punta della coda e le orecchie marroncino chiaro e la lingua bianca. È stato compagno di scuola di trasformazioni di Olong. Tuttavia, anche se ex-compagni scolastici, i due provavano una profonda antipatia reciproca, tanto che all'inizio della serie non si sopportavano. Pual ha la capacità di volare e di trasformarsi in qualunque cosa voglia per un tempo indefinito. Nonostante ciò, questa capacità verrà raramente sfruttata nel corso delle serie, rendendolo un personaggio molto marginale.
Per aiutare Yamcha ad appropriarsi delle sfere del drago di Goku e Bulma, si trasforma in Goku per far uscire allo scoperto la ragazza, così che possa rubare le sfere indisturbato. Il suo piano viene però sventato da Olong, in quanto si era trasformato precedentemente in Bulma, e fallisce. Alla fine i due gruppi si alleano contro Pilaf, diventando così compagni e Pual darà il suo contributo per sventare il piano del malvagio tiranno. Successivamente Pual si trasformerà in un paio di forbici giganti, per permettere al suo compagno Yamcha di tagliare la coda a Goku, trasformato in Oozaru avendo visto la luna piena, e facendolo così tornare normale, fermando la sua furia. Insieme a Upa sconfiggerà in combattimento Draculaman, uno dei guerrieri della Vecchia Sibilla. Appare anche in Dragon Ball Z e Dragon Ball GT, dove fa delle apparizioni marginali, e nel videogioco Dragon Ball Z: Budokai 3, insieme a Yamcha. Nel film live action Dragon Ball - Il film il suo ruolo è sostituito da un pappagallo bianco chiamato Biancaneve doppiato in italiano da Pierluigi Astore. È doppiato in giapponese da Naoko Watanabe. In italiano ha le voci di Renato Montanari nel doppiaggio della 1ª serie realizzato da Play world, di Lara Parmiani, Anna Maria Tulli (da Dragon Ball a Dragon Ball Z), Francesca Bielli (Dragon Ball Super ep.8) e Cinzia Massironi (Dragon Ball Super ep.37+), mentre nell'edizione Mediaset dei film è doppiato da Tosawi Piovani e Federica Valenti e in quella Dynamic Italia da Ilaria Latini e da Joy Saltarelli in Dragon Ball Z: La battaglia degli dei.